# Kissing Jessica Stein
(Tagline del film)
Kissing Jessica Stein è un film del 2001 di Charles Herman-Wurmfeld.
Scritta, interpretata e prodotta da Heather Juergensen e Jennifer Westfeldt, si tratta di una commedia indipendente tratta da una pièce teatrale delle due protagoniste, Lipschtick.

## Trama
Jessica Stein è una nevrotica ventottenne newyorkese, di famiglia ebrea, che ha messo da parte la passione per la pittura per un più tradizionale lavoro da ufficio. Sul fronte sentimentale, la situazione della ragazza non è migliore: il fratello Dan sta per sposarsi, l'amica e collega Joan è incinta, mentre lei non esce con un uomo da un anno, nonostante numerosi e fallimentari appuntamenti al buio e i vani tentativi della madre di farle conoscere un buon partito. Durante una cena anche Joan cerca di sistemarla con un amico del marito, carino e intellettualmente compatibile; l'uomo si rivela all'altezza delle aspettative, ma già impegnato, sicché Jessica si ritrova esposta a una nuova delusione nonché alle critiche di Josh, suo capo ed ex fidanzato ai tempi del college, il quale attribuisce l'insuccesso delle storie di Jessica al suo essere eccessivamente esigente, rigida e critica nei confronti delle persone.
Qualche giorno prima la ragazza era rimasta colpita da un annuncio letto da Joan per puro divertimento nella rubrica per cuori solitari; unico inconveniente: si trattava dell'inserzione di una donna. L'autrice dell'annuncio è Helen, una gallerista disinibita e alternativa che ha deciso di aprirsi a esperienze diverse. Turbata dalla conversazione con Josh, Jessica decide di rompere i propri schemi e di fissare un appuntamento con Helen. Nonostante il nervosismo di Jessica e le sue resistenze iniziali, le due ragazze apprezzano l'una la compagnia dell'altra e, al termine di una serata, dopo un bacio imprevisto al termine di un accalorato scambio di opinioni, Jessica vede infrangersi la propria sicurezza di sapere cosa desidera veramente.
Le due iniziano a frequentarsi, instaurando una forte intesa e complicità che farà sperimentare a Helen – abituata a rapporti usa e getta – un nuovo tipo di relazione più profondo con una persona che è disposta anche a prendersi cura di lei nel momento del bisogno. La storia con Helen permette a Jessica di imparare a essere meno rigida e lasciarsi andare, e la sprona persino a mettersi in gioco come pittrice. Ciò nonostante la ragazza ancora non riesce a trovarsi a suo agio con la situazione e mantiene il rapporto segreto. Anche al lavoro i colleghi hanno notato il cambiamento e intuiscono che sia dovuto a un felice momento sentimentale (cosa che pare ingelosire Josh), ma Jessica non riesce a essere sincera nemmeno con Joan sulla natura saffica della sua relazione.
Il rifiuto di Jessica di permettere a Helen di far parte fino in fondo della sua vita, diventa evidente quando questa scopre di non essere stata invitata al matrimonio di Dan. Le due si lasciano e la tristezza in cui cade Jessica, oltre a una discussione chiarificatrice con la madre, aiutano la ragazza a prendere il coraggio di rischiare e invitare Helen alle nozze. Nel frattempo Josh, colpito dal coraggio dimostrato da Jessica nel riprendere a dipingere, prende nuovamente in mano il suo romanzo incompiuto dei tempi del college. Alla vigilia del matrimonio di Dan (a cui anche lui è invitato) Josh si lascia talmente trascinare dal fervore creativo da fare le ore piccole e non riuscire a svegliarsi in tempo la mattina seguente. Presentandosi in ritardo al ricevimento – e quindi all'oscuro del coming out di Jessica – comunica alla collega ed ex fidanzata la rinata vocazione artistica, facendole nell'occasione una dichiarazione d'amore: Jessica risponde che accetterebbe di uscire con lui, ma non può perché sta con Helen.
Le due ragazze vanno a vivere insieme, ma dopo alcuni mesi appare chiaro che il loro rapporto è più simile a quello tra due amiche che tra due partner. Helen cerca qualcosa di più di quanto Jessica possa offrirle e, nonostante le sue proteste, interrompe la relazione. Mesi più tardi Helen appare felice con una nuova fidanzata, ma ancora in ottimi rapporti con Jessica la quale, lasciato il lavoro, sta tentando la carriera di pittrice. La ragazza incontra casualmente Josh in una libreria: anche lui ha dato le dimissioni e si dedica a tempo pieno alla scrittura; entrambi appaiono cambiati, meno rigidi e più sereni e Jessica lascia all'uomo un volantino col suo numero di telefono.

## Produzione
Questa commedia romantica è tratta da una pièce teatrale del 1997, Lipschtick, scritta e interpretata da Heather Juergensen e Jennifer Westfeldt, che ha avuto un discreto successo negli ambienti Off-Broadway.
Le due attrici – praticamente sconosciute al grande pubblico prima dell'uscita di questa pellicola – hanno voluto fortemente essere protagoniste anche dell'adattamento cinematografico del loro testo, rifiutando per questo molte proposte di società disposte a produrre il loro script, ma non a farle recitare; alla fine, le due attrici hanno trovato la Fox Searchlight Pictures, che ha rispettato la loro volontà. A proposito dello sviluppo del film, Juergensen e Westfeldt hanno dichiarato che «ci piaceva prendere la vecchia formula della commedia romantica e stravolgerla da cima a fondo. [Nella vita l'importante] è correre rischi, correre incontro alle possibilità e cercare la crescita personale».
La pellicola è stata girata soprattutto a New York, mentre alcune riprese si sono svolte a Guilford, in Connecticut. Il film è stato proiettato per la prima volta il 21 aprile 2001 al Los Angeles Film Festival, e ha poi partecipato nello stesso anno al Toronto Film Festival. Secondo quanto affermato da Westfeldt e Juergensen nel commento audio dell'edizione home video, a seguito degli attentati dell'11 settembre 2001 le autrici decisero di eliminare dalla pellicola le poche scene che mostravano le Torri Gemelle.
Presenta una delle prime apparizioni cinematografiche, in un piccolo ruolo, di Jon Hamm, compagno di lunga data della Westfeldt.

## Accoglienza

### Incassi
Kissing Jessica Stein ha esordito nelle sale americane il 13 marzo 2002. Il film ha incassato 7.025.722 dollari negli Stati Uniti e 2.987.702 di dollari nel resto del mondo, ottenendo globalmente un incasso di 10.013.424 di dollari, a fronte di un budget da produzione a basso costo di circa 1.000.000 di dollari.
In Italia l'opera, arrivata in sala il 22 settembre dello stesso anno, ha guadagnato 50.118 euro durante il suo primo weekend di programmazione.

### Critica
La pellicola ha ottenuto per lo più critiche positive. Per Lael Loewestein di Variety il film «è puro piacere», mentre Lisa Schwarzbaum di Entertainment Weekly ed Elvis Mitchell del New York Times hanno sottolineato l'influenza di altre produzioni ambientate nella grande mela, come la serie televisiva Sex and the City e le opere di Woody Allen.
Per quanto riguarda la critica italiana, Enrico Magrelli di Film TV ha lodato «la fresca regia» di Charles Herman-Wurmfeld, che ha portato all'originale copione teatrale «un brio da commedia da camera», mentre Fabrizio Alò del Messaggero ha definito la pellicola «un Allen dei bei tempi al femminile, dal gran ritmo, [con] dialoghi scoppiettanti e attori, sconosciuti, bravissimi», menzionando particolarmente anch'egli il regista Herman-Wurmfeld, il quale a suo dire «dirige il film con molta grazia», e la protagonista e sceneggiatrice Jennifer Westfeldt, da lui definita «una rivelazione».

## Riconoscimenti
- 2001 – Los Angeles IFP/West Film Festival
  - Premio del pubblico - Miglior film a Charles Herman-Wurmfeld
  - Premio speciale della giuria a Heather Juergensen e Jennifer Westfeldt
- 2002 – Satellite Award
  - Migliore attrice in un film commedia o musicale a Jennifer Westfeldt
  - Migliore attrice non protagonista a Tovah Feldshuh
- 2002 – Louisville Jewish Film Festival
  - Miglior fil' a Charles Herman-Wurmfeld
- 2002 – Miami Film Festival
  - Premio del pubblico a Charles Herman-Wurmfeld
- 2003 – GLAAD Media Awards
  - Miglior film della piccola distribuzione
- 2003 – Glitter Awards
  - Miglior film lesbico a Charles Herman-Wurmfeld
- 2003 – Independent Spirit Awards
  - Candidatura alla miglior sceneggiatura d'esordio a Heather Juergensen e Jennifer Westfeldt
  - Candidatura al Producers Award a Eden Wurmfeld (ex aequo per Fanci's Persuasion)
- 2003 – Deauville Film Festival
  - Candidatura al gran premio speciale a Charles Herman-Wurmfeld

## Edizioni home video
Kissing Jessica Stein è stato distribuito in DVD-Video disco singolo in Italia il 15 gennaio 2003. L'edizione home video comprende audio e sottotitoli italiano-inglese (con possibilità di audio Dolby Digital 5.1), e contenuti extra con scene inedite e making of.